# Acidofilní rostliny
Acidofilní rostliny neboli acidofyty jsou rostliny vyžadující nebo snášející kyselé půdy o pH v rozmezí 3-6,4. Některé z těchto rostlin jsou výrazné acidofyty, rostoucí pouze na kyselých půdách, vyhýbající se vápnitým půdám (jsou zároveň vápnostřežné čili kalcifobní rostliny). Patří sem mnohé mechy, např. bělomech sivý (Leucobryum album), ale i vyšší rostliny, např. bika hajní (Luzula luzuloides), brusnice borůvka (Vaccinium myrtillus), metlička křivolaká (Avenella flexuosa), kostřava ovčí (Festuca ovina), smilka tuhá (Nardus stricta) aj. Jiné rostliny jsou pouze mírnými acidofyty, spíše preferují mírně kyselé až středně kyselé prostředí, ale nevyhýbají se ani neutrálnímu či slabě vápnitému substrátu. Opakem acidofilních rostlin jsou tzv. bazifilní rostliny, tedy rostliny vyžadující nebo snášející zásadité půdy.

## Společenstva
Na kyselých půdách se vytvářejí celá rostlinná společenstva, v nichž dominují výrazné acidofyty nebo rostliny snášející, ale nevyžadující kyselé půdy (tzv. acidotolerantní rostliny, mohou růst i na neutrálních, či dokonce vápnitých). Jsou to například acidofilní doubravy (např. asociace Luzulo-Quercetum, Vaccinio-Quercetum), acidofilní teplomilné doubravy (např. asociace Sorbo torminalis-Quercetum), acidofilní bory (svaz Dicrano-Pinion), acidofilní bučiny (svaz Luzulo-Fagion), acidofilní smrčiny (svaz Piceion excelsae) aj. V případě bezlesí to jsou např. smilkové trávníky (svaz Violion caninae) a vřesoviště, acidofilní suché trávníky (svaz Koelerio-Phleion phleoidis), acidofilní vegetace efemér a sukulentů (svaz Arabidopsion thalianae) a další.

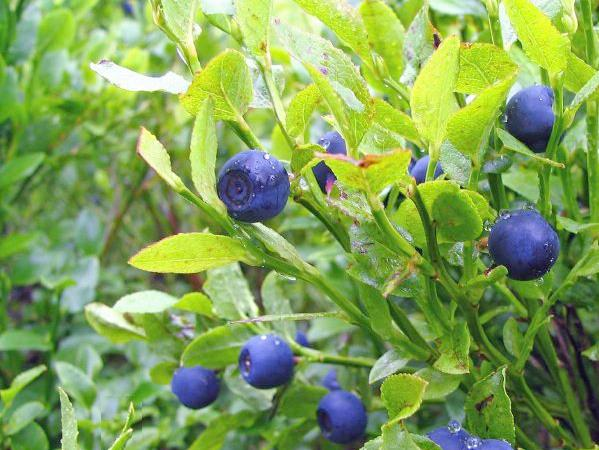
Brusnice borůvka (Vaccinium myrtillus)
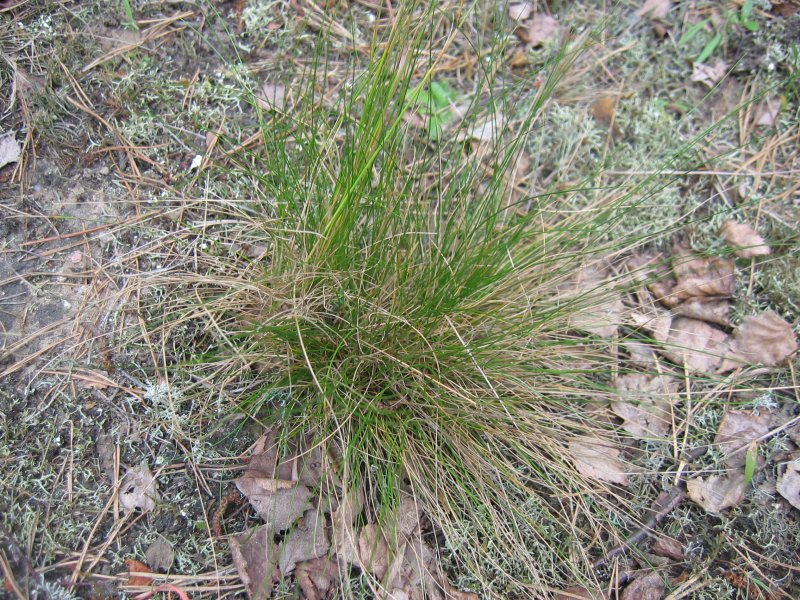
Smilka tuhá (Nardus stricta)